# Jüdischer Friedhof (Memmingen)

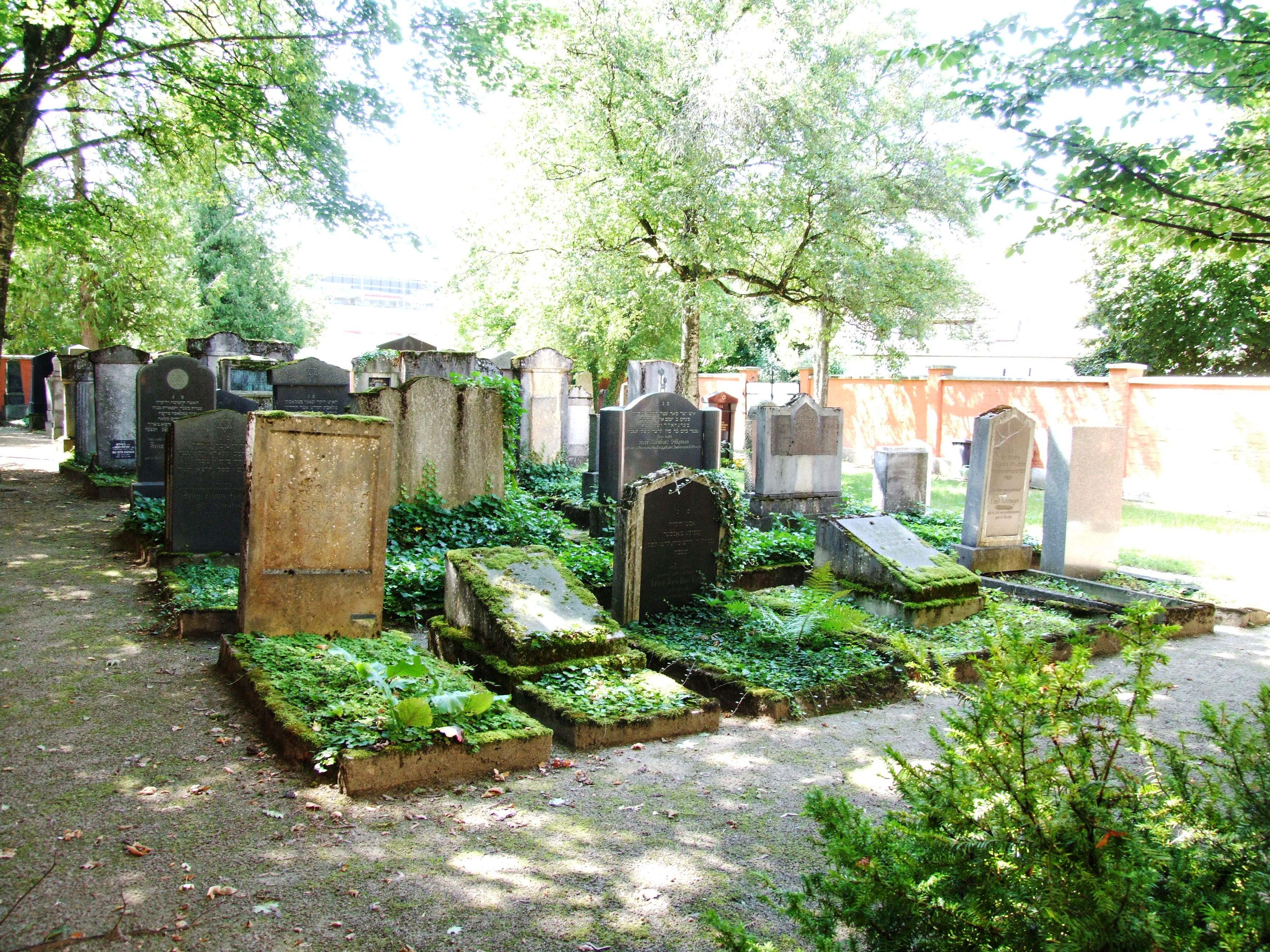
Jüdischer Friedhof in Memmingen

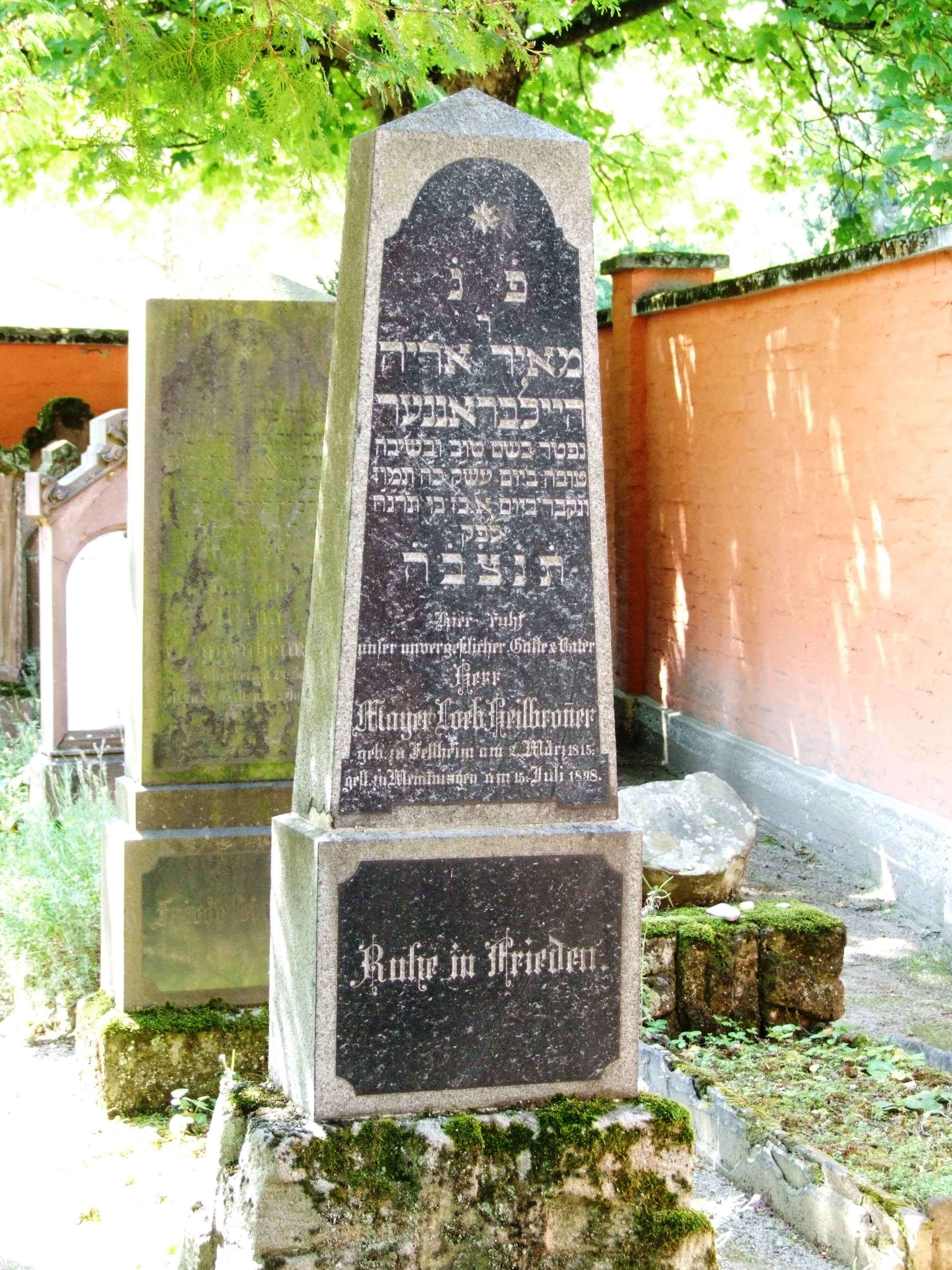
Grabmal von Mayer Loeb Heilbronner auf dem jüdischen Friedhof in Memmingen

Der jüdische Friedhof im oberschwäbischen Memmingen, einer Stadt im bayerischen Regierungsbezirk Schwaben, befindet sich im Osten der Stadt an der Straße Am Judenfriedhof. Auf den vier Grabfeldern sind insgesamt etwa 140 Gräber angelegt, davon sind 134 Grabsteine bis heute noch erhalten.

## Mittelalter
Bereits im Mittelalter existierte in Memmingen eine jüdische Gemeinde. Aus einer Episode in der Chronik des Johannes von Winterthur lässt sich schließen, dass 1344 ein eigener jüdischer Friedhof existiert haben muss. Die mittelalterliche Gemeinde ist 1429 zuletzt belegt, die Lage ihres Friedhofes ist nicht bekannt.

## Neuzeit
Ab August 1872 beabsichtigen die ab 1861 neu zugezogenen jüdischen Bürger Memmingens die Gründung einer eigenen Kultusgemeinde. Hierfür war – unter anderem – die Einrichtung eines geeigneten Friedhofes Voraussetzung. Ein entsprechend gestelltes Gesuch an die Stadt wurde jedoch am 17. Dezember 1872 zunächst dahingehend beantwortet, dass eine Erweiterung des bestehenden christlichen Friedhofes ohnehin geplant sei und in diesem Zusammenhang ein jüdischer Teil mit angelegt werden würde. Allerdings sei abzuwarten, wie die ebenfalls anstehende Erweiterung des Bahnhofes genau realisiert werden würde. So ging man im Laufe des Jahres 1873 zunächst davon aus, wie zuvor den jüdischen Friedhof in Fellheim weiter mit zu nutzen.
Erst am 22. Januar 1875 kam wieder Bewegung in die Angelegenheit, als die Stadt der in Gründung begriffenen Kultusgemeinde einen kurz zuvor erworbenen Garten zur Nutzung als Friedhof zur Verfügung stellte. Nach Instandsetzungsarbeiten fand am 15. November 1875 durch den Ichenhausener Rabbiner Ahron Cohn die feierliche Einweihung statt.
Das Grundstück des Friedhofes war mit zunächst 4,6 Ar relativ klein bemessen, so dass sich bald die Frage nach einer Erweiterung stellte. Am 31. Oktober 1879 schenkte der Bankier Heinrich Mayer der Gemeinde zu diesem Zweck einen benachbarten Hopfengarten von 4,1 Ar, so dass der Friedhof auf schließlich 8,70 Ar erweitert werden konnte. Die durch diese Schenkung frei gewordenen Gelder bildeten schließlich den Grundstock des Baufonds für eine zukünftig zu errichtende Synagoge.
Im Jahr 1893 erhielt der Friedhof dann die heutige Gestalt, als der zunächst vorhandene einfache Holzzaun durch eine hohe Backsteinmauer ersetzt wurde.
Nach Auslöschung der Memminger Kultusgemeinde versuchte die Stadt Memmingen letztlich erfolglos, das Grundstück des Friedhofes von der Reichsvereinigung der Juden in Deutschland anzukaufen, an die das Grundvermögen übergegangen war. Nach deren Übernahme durch die Reichsfinanzverwaltung wurde der bereits ausgefertigte Kaufvertrag vom 27. Mai 1943, der den geringen Kaufpreis von nur 850 Reichsmark vorsah, durch Intervention des Münchner Oberfinanzpräsidenten nicht vollzogen. Die Stadt hatte beabsichtigt, über das Gelände des Friedhofes eine Straßenverbindung zwischen der Künersberger und der Augsburger Straße zu errichten. Während der Kriegszeit wurde das Friedhofsgelände für Schuttablagerung und Schwarzschlachtungen missbraucht und schließlich ab 1. April 1943 durch die Stadt zur Nutzung als Hühnerzucht an einen Bäckermeister verpachtet. Bereits im Frühjahr 1942 waren durch Angehörige der Hitlerjugend Grabsteine umgestoßen worden.
Nach 1945 ging das Eigentum am Friedhof an den Landesverband der Israelitischen Kultusgemeinden in Bayern über, und er wurde auch wieder belegt. Die bislang letzte Beerdigung fand 1986 statt. Außerdem errichteten in den 2000er Jahren die in den USA und Australien lebenden Söhne eines im April 1942 in Auschwitz ermordeten jüdischen Ehepaares aus Memmingen für ihre Eltern einen Gedenkstein auf dem Friedhof. Der Friedhof wurde in den Jahren 1965 und 1969 zweimalig erneut geschändet.

## Kriegerdenkmal

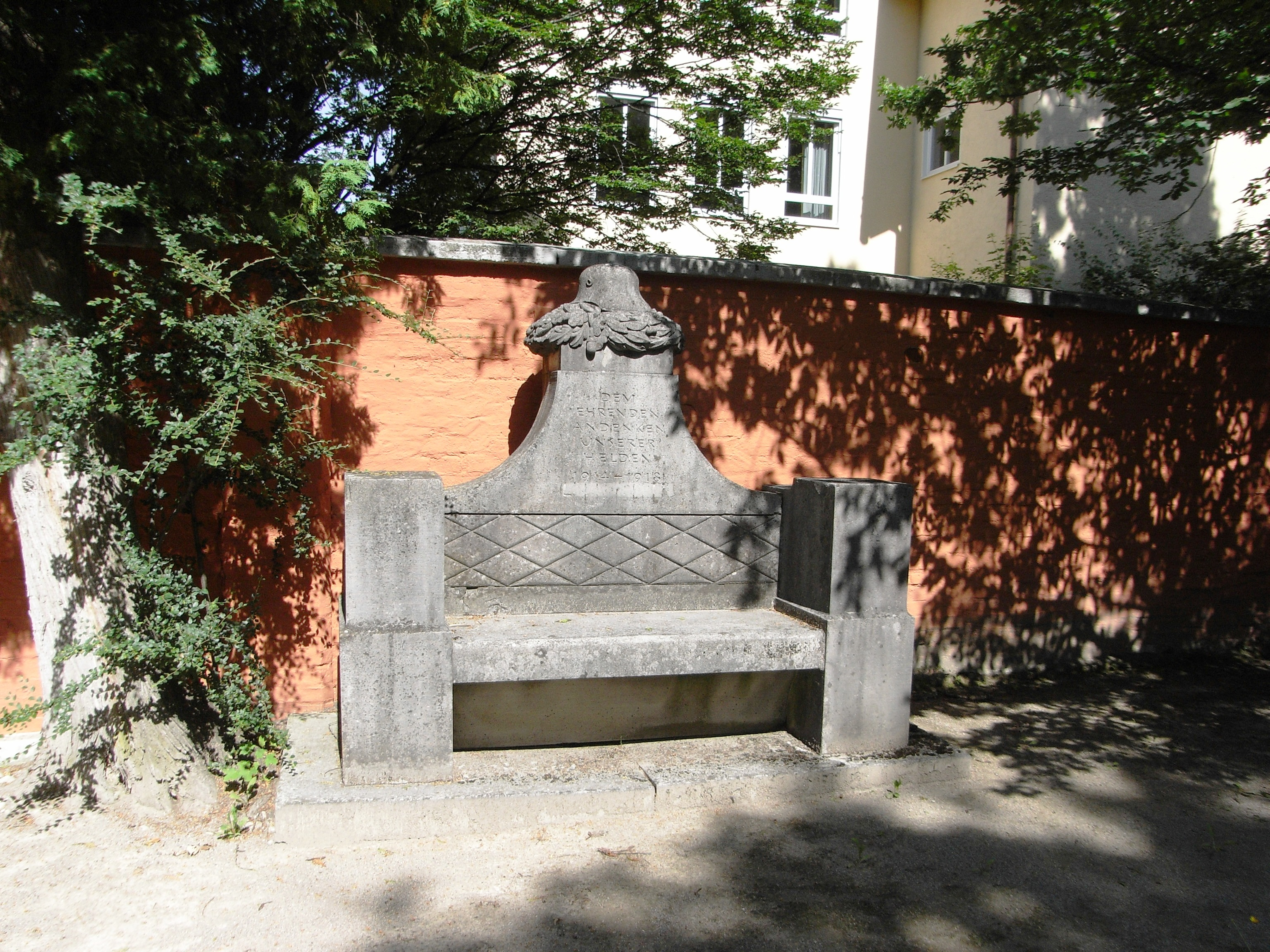
Kriegerdenkmal für die jüdischen Gefallenen: „Dem ehrenden Andenken unserer Helden 1914–1918“

Auf dem Friedhof befindet sich ein Kriegerdenkmal für die im Ersten Weltkrieg gefallenen jüdischen Soldaten aus Memmingen. Es trägt lediglich eine anonyme Aufschrift. Entsprechende Gedenktafeln mit namentlicher Nennung waren an der Synagoge angebracht, die – entsprechend der Politik jüdische Verdienste zu verdrängen – beim Novemberpogrom 1938 gezielt zerstört wurden.